# Lista personajelor din Kim Possible
Acest articol prezintă personajele serialului de animație Kim Possible, produs de Disney.

## Echipa Go

### Higo
Higo este fratele cel mai mare al lui Shego. El este tipul care era la Bueno Nacho, are un costum negru albastru ￼si are abilitatea de a ridica greutatea. In episodul "Go team go" Puterea lui îi aparținea lui Kim până când Aviarus le-a luat cu sceptrul toate puterile echipei Go, apoi le-a luat Shego numai pentru ea.

### Migo
Migo este fratele mijlociu din Echipa Go. Are un costum negru cu mov, este egoist și băgăcios. Puterea lui este să se micșoreze. 

### Gemeni Wego
Ei sunt frații mai mici din Echipa Go. Ei au un costum roșu cu negru. Ei au fost capturați de Aviarius, până când a venit Kim să-i ajute. Ei au puterea de a se înmulți. ￼

## Echipa Possible

### Kimberly Ann Possible
Kimberly Ann Possible, pe scurt Kim Possible, este liderul celui mai faimos grup, ce luptă împotriva crimelor, Echipa Possible. Ea trebuie sa se confrunte zi de zi cu problemele adolescenței, cum ar fi școala, familia, băieții, și salvarea planetei de criminali. La școală, Kim este socotită printre copiii cunoscuți, fiind majoretă. 
Cel mai bun prieten al ei este Ron Stopabble, cu care se cunoaște de la creșă. Acesta este și partenerul ei de misiune. În primele trei sezoane, Kim și Ron sunt cei mai buni prieteni, dar din sezonul patru, au devenit iubiți.
Kim este pricepută în mișcări acrobatice și în diverse forme de arte marțiale. Este extrem de inteligentă și învață repede. Este de asemenea o detectivă foarte bună.

### Ronald Stoppable
Ronald, pe scurt Ron, este cel mai bun prieten a lui Kim, cu care se cunoaște de la creșă. Face parte din echipa lui Kim. Ron are un rozător pe nume Rufus, la care ține foarte mult și îl ia cu el peste tot. Provine dintr-o familie de evrei. Este singurul personaj căruia i s-a menționat în serial religia. În sezonul 4, părinții săi au adoptat o fetiță din Japonia, numită Hana. De asemenea, tot în sezonul 4, a intrat în echipa de fotbal a liceului, mai întâi fiind mascota. 
Bueno Nacho, un fastfood mexican, este restaurantul lui favorit. El și Kim se duc acolo foarte des. La un moment dat a și lucrat la Bueno Nacho și a devenit asistent manager, dar a demisionat din această funcție.
În sezonul 4 a devenit angajatul lunii la magazinul Smarty Mart. ￼

### Rufus
Rufus este cârtița lui Ron. Este considerat un membru al Echipei Possible. La început, Kim l-a dezgustat pe Rufus, dar mai târziu l-a plăcut. Rufus vorbește foarte puțin, deobicei scoate sunete de rozător.Îi ajută în misiuni pe Kim și Ron.

### Wade Load
Wade este un geniu de 12 ani. El se ocupă de websiteul lui Kim, Kimpossible.com. Acesta îi dă lui Kim misiunile prin "Kimunicator", gadgeturile create de el, aranjează transportul echipei și vine foarte rar în misiuni. El a creat de asemenea și costumele de misiune. Wade își petrece timpul în camera lui, în fața calculatorului cu luminile stinse. A fost un maestru al jocului Everlot. Într-un episod, Wade s-a îndrăgostit de Monique când a văzut-o prima dată. A creat o rază de iubit și a încercat să o forțeze să fie iubita lui. La final au rămas doar buni prieteni.

## Răufăcători

### Dr. Drakken
Un om de știință nebun, obsedat de dominarea planetei. Are pielea albăstruie, ochii încercănați și părul negru, prins într-o codiță. Pe obrazul stâng, are o cicatrice. Numele său adevărat este Drew Theodore P. Lipsky. A devenit un răufăcător după ce prietenii săi din liceu, incluzându-l pe tatăl lui Kim, Dr. James Possible, au râs de invențiile lui. 
Drakken este uneori ajutat de Shego. El nu îi reține niciodată numele lui Ron, deși s-a întâlnit cu el de multe ori. Este mereu surprins să o vadă pe Kim Possible. Uneori când Shego il insulta sau îl ceartă, Drakken începe să se compoarte ca un copil mic. El nu vrea ca mama lui să afle că el este un ticălos.  

### Shego
Shego este prezentată în serial ca ajutorul lui Drakken. Pielea ei este verde foarte deschis. Are părul lung și negru, ochii verzi și poartă un costum verde cu negru. Are abilitatea de a crea un fel de flăcări verzi după ce a fost atinsă de o cometă curcubeu in copilărie. Este de asemenea foarte bună la artele marțiale.  
Shego este rivala numărul 1 a lui Kim. Ea vorbește cu Kim ca și cum ar fi un copil mic, folosind diminutivul Kimmie sau porecla "Prințesă". Kim nu pare să fie deloc afectată de insultele lui Shego. În unele situații, Kim și Shego au făcut echipă. Într-un episod, Shego a plecat să o salveze pe Kim, fiind convinsă că doar ea are dreptul să o distrugă. A fost demonstrat în "Stop Team Go" că cele două fete ar putea fi prietene foarte bune, dacă Shego nu ar fi rea. La inceput, Shego a fost bună, ea și cu frații ei păzeau turnul Go de rău, dar tot ce luptau cu răul, lui Shego ii plăcea tot mai mult. 

### Lordul Monty Fiske (Monkey Fist)
Un englez, obsedat de Monkey Kung-Fu, un stil de luptă chinez. Acesta a cheltuit toată averea familiei pentru a-și face o operatie estetică, care i-a schimbat mâinile și picioarele de om, în unele de maimuță. 
Printre toți răufăcătorii, el este considerat ca inamicul principal a lui Ron. Amândoi au stăpânit Puterea Maimuței Mistice, în ciuda faptului că Ron are o fobie pentru maimuțe. Monkey Fist este unul dintre puținii adversari care i-a reținut numele lui Ron și care îl consideră un oponent pe cinste. 

### Duff Killigan
Duff Killigan este un răufăcător ce dorea să transforme toată lumea în propriul lui teren de golf. Vorbește cu un accent scoțian. Armele sale sunt mingile de golf explozibile. 

### Señor Senior, Sr.
Senior este un multi-milionar pensionat, care după sugestia accidentală a lui Ron, a devenit răufăcător, ca un hobby care să-i ocupe anii de pensionare. Senior are un fiu, care are același nume.

### Señor Senior, Jr.
Fiul și uneori, complicele lui Señor Sr. Junior este mai mult interesat de petreceri și de felul cum arată, decât de planurile criminale ale tatălui său. În trecut a fost îndrăgostit de Kim. Junior își dorește să fie cântăreț într-o trupă de băieți. A învățat ticăloșia de la Shego.

### Profesorul Dementor
Un om de știință nebun. Este rivalul lui Dr. Drakken. De fiecare dată a fost învins de Kim, cu ajutorul custumului ei de acțiune. Dementor a încercat să-l fure în două episoade.

### Bebe Ucigașe
Bebe sunt niște femei roboți construite de Dr. Drakken, pentru a-i răpi pe foștii lui colegi, dar au luat-o pe cont propriu. Ele au făcut-o pe Bonnie, regina lor Bebe, chiar dacă ea nu știa despre ce e vorba. Kim le-a distrus pe Bebe și a salvat-o pe Bonnie, în final.

### ADN Amy
Este o răufăcătoare care face creaturi din ADN-ul altor lucruri.

## Personaje secundare

### Monique
Monique este o fată deșteaptă. Este una din prietenele apropiate a lui Kim. Îi dă de multe ori sfaturi despre școală și despre viață. De foarte puține ori vine cu Kim în misiuni. Monique vorbește deobicei în stil hip-hop. Lucrează la Club Banana, un magazin de haine din Middleton.Vocea ei este facută de actrița Raven-Symoné.  

### Bonnie Rockwaller
Bonnie este colega și rivala lui Kim, de la școală. Are o atitudine superioară față de Kim, Ron sau alte persoane. Face de asemenea parte din echipa de majorete a școlii. Ea le face curte băieților din echipa de fotbal a școlii, și mai târziu lui Señor Senior Jr.

### Majoretele
Pe lângă Bonnie, există încă 6 majorete ale liceului, și anume: Tara (cu păr lung, blond și ondulat), Crystal (cu păr scurt, șaten și ondulat), Jessica (cu păr lung și blond), Liz (cu păr roșcat, scurt, ondulat, prins într-o banderolă mov), Hope (cu păr brunet și lung), și Marcella (cu păr brunet și lung, cu aluniță).

### Joss Possible
Joss este verisoara de 12 ani a lui Kim.Este obsedata de ea si se imbraca ca ea.